# Plagiolepis pygmae
Plagiolepis pygmae é uma espécie de formiga do gênero Plagiolepis, pertencente à subfamília Formicinae.